# 熱力學方格

熱力學方格示意圖，紅色的是熱力學勢，黑色的是共軛物理量
G = 吉布斯能
p = 压强
H = 焓
S = 熵
U = 内能
V = 体积
F = 亥姆霍兹自由能
T = 温度

熱力學方格（英語：thermodynamic square），又稱為熱力輪（thermodynamic wheel）、古根海姆圖（Guggenheim scheme）或玻恩方格（Born square），是由馬克斯·玻恩提出的一種記憶術，用於快速建構熱力學關係式。1929年，玻恩在課堂中提出熱力學方格。F·O·柯尼希（Koenig）的論文中曾提及熱力學的對稱性。方格角落為共軛物理量，而四邊則是熱動力位能。變數之間的放置和關係是記憶它們構成關係的關鍵。